# Nandina domácí

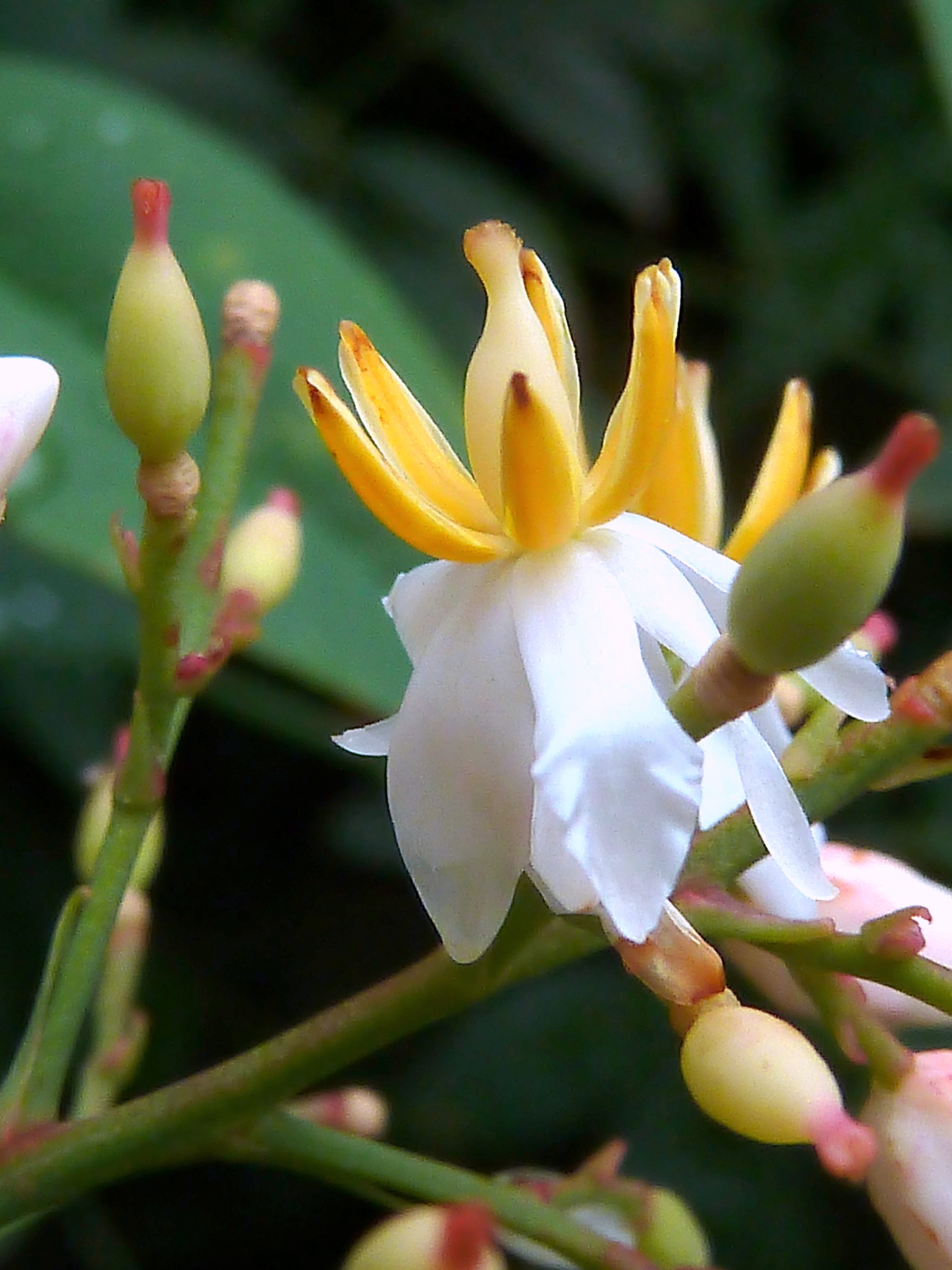
Květ

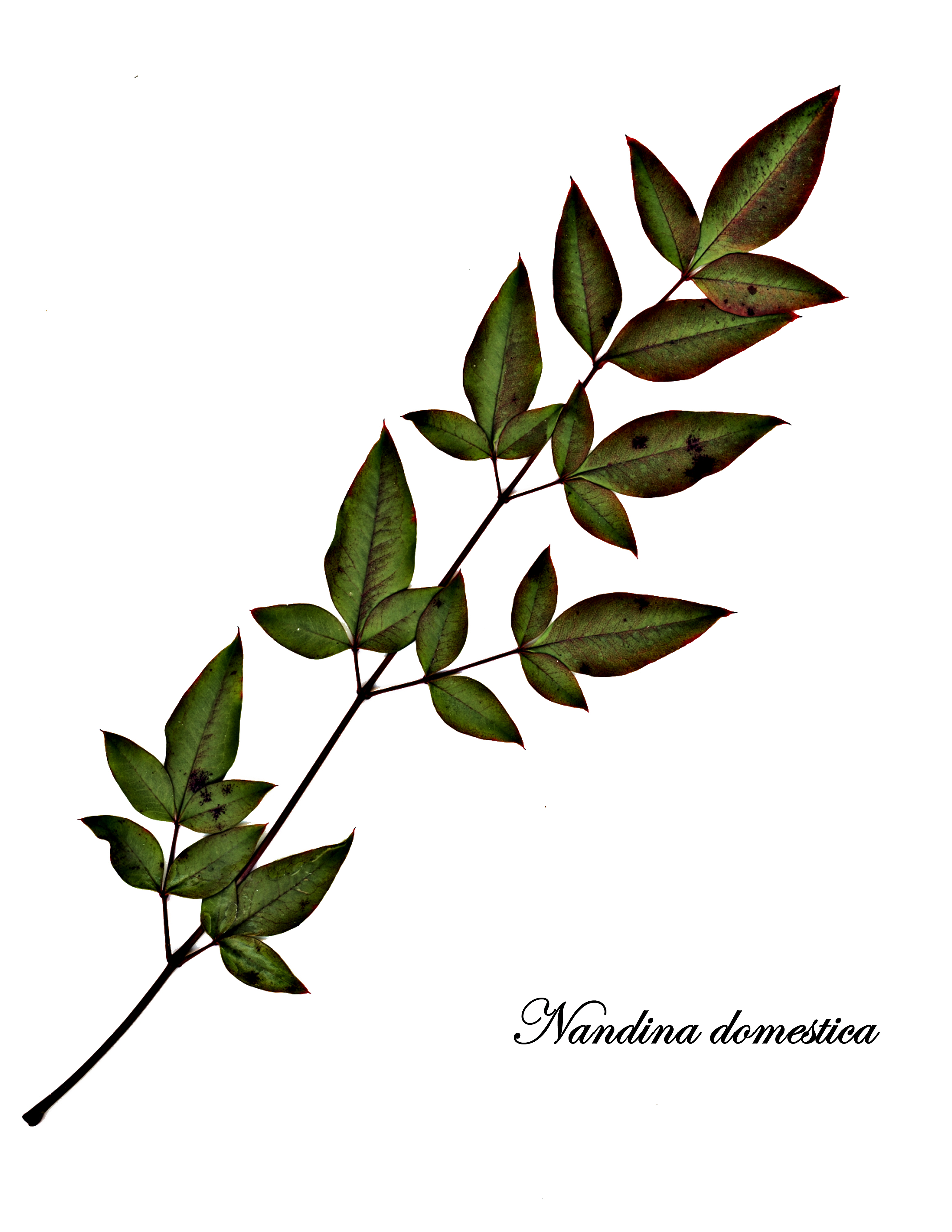
List

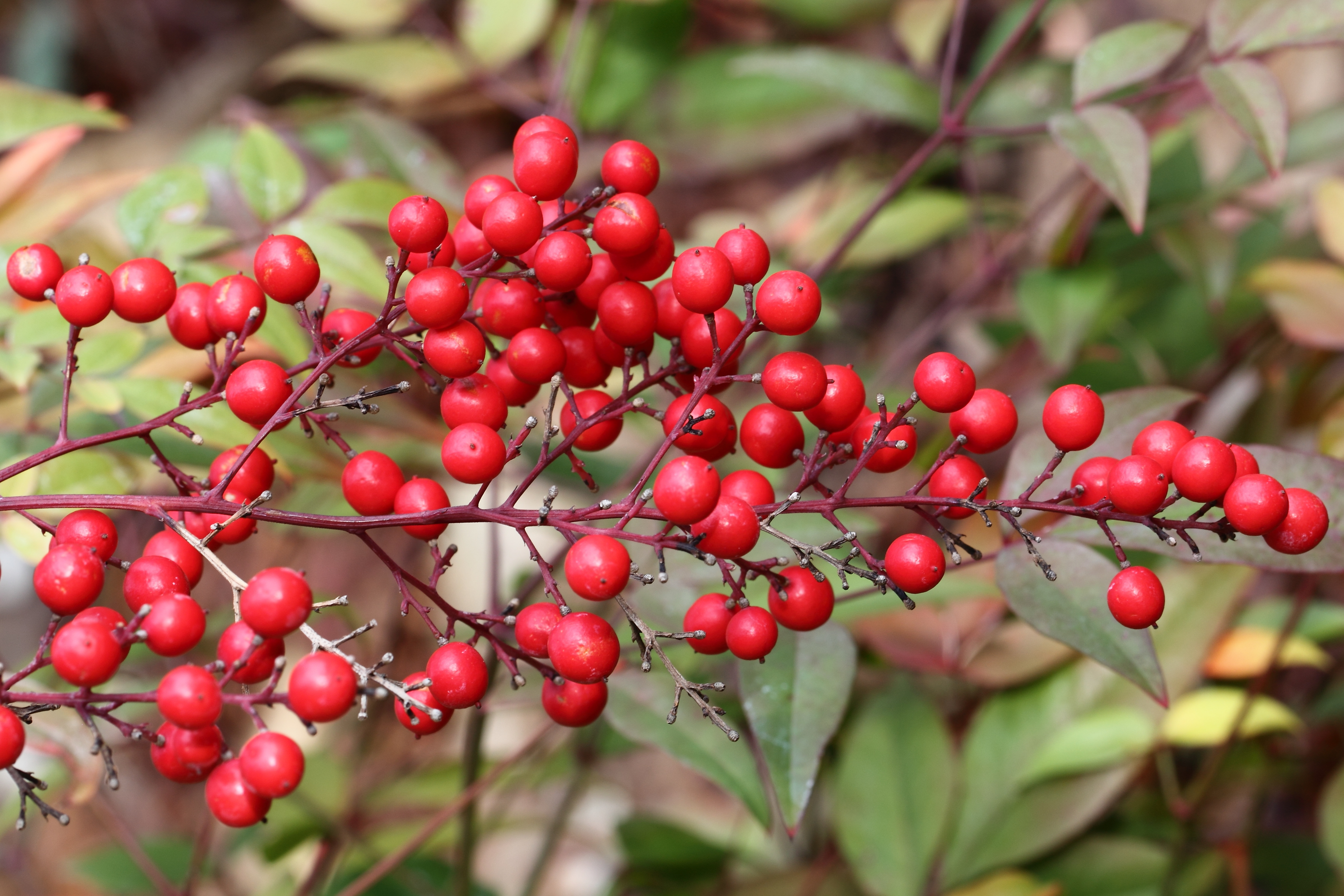
Plody

Nandina domácí (Nandina domestica) je stálezelený, listnatý keř prutovitého vzrůstu, jediný druh monotypického rodu nandina, který byl dříve řazen do čeledi Nandinaceae. Je v subtropických i tropických klimatických podmínkách vysazována pro svůj neobvyklý habitus, množství bílých květů i dlouho na větvích vytrvávajících červených plodů, stejně jako pro nenáročnost při pěstování i snadné rozmnožování. Jméno rodu Nandina je latinizovaná forma japonského jména „nanten“.

## Rozšíření
Dřevina pochází z Japonska, odkud byla již ve starověku rozšířena do nedaleké Číny a Koreje. Je považována za původní druh v teplých oblastech Japonska na ostrovech Šikoku, na jihu Honšú a na tichomořské straně ostrova Kjúšú. Zdomácněla ve volné přírodě v Jižní Koreji a v Číně v provinciích An-chuej, Če-ťiang, Fu-ťien, Che-nan, Chu-nan, Chu-pej, Jün-nan, Kuang-si, Kuang-tung, Kuej-čou, S’-čchuan, Šan-si, Šan-tung, Šen-si, Ťiang-si a Ťiang-su.
Pro Evropu byla objevena sběratelem Wiliamem Kerrem, který rostlinu roku 1804 přivezl do Londýna a později i do Kalkaty v Indii. První zpráva o pěstování ve Spojených státech pochází z roku 1834, kdy již byla nabízena k prodeji. V současnosti je jako okrasná rostlina pěstována v teplém mírném a subtropickém klimatu v Severní, Střední a Jižní Americe, Evropě, jižní Africe i v Austrálii. V některých zemích, včetně jihovýchodu Spojených státu od Marylandu po Texas, je klasifikována jako invazní druh.

## Ekologie
Nandina domácí se vyskytuje ve světlých smíšených i listnatých lesích, do nadmořské výšky okolo 1000 m, v lužních lesích, v houštinách podél potoků a řek, stejně jako v městských lesích i okolo lesních a polních stezek. Roste na půdách kyselých či vápenatých, špatně se jí ale daří na zasolených. Upřednostňuje místa bohatá na humus, průběžně vlhká a dobře odvodněná, jen částečně toleruje suchá stanoviště. Prospívá v mírně zastíněném prostředí i na plném slunci, kde ale více kvete. Nejvíce plodí při růstu ve skupinách. Ploidie druhu je 2n = 20.

## Popis
Stálezelený, zpravidla až 2 m vysoký, vzpřímeně rostoucí keř s mnoha stonky, které jsou obvykle jen málo, nebo vůbec nevětvené. Vyrůstá ze žlutých svazčitých kořenů, které nemají oddenky pro rozrůstání. Beztrnné stonky s jasně žlutou dření mají ve spodní části zbytky po opadaných listech a v výše jsou porostlé střídavými, trojitě lichozpeřenými listy, které jsou v obryse široce vejčité, dlouhé 30 až 90 cm, mají objímavé řapíky a jsou velmi jemné. Lístků, dlouhých 3 až 11 a širokých 1,5 až 3 cm, bývá devět až čtyřiaosmdesát, jsou téměř přisedlé, kopinaté, eliptické nebo úzce kosočtverečné, u báze klínovité, po obvodě celokrajné a na konci zašpičatělé, žilnatinu mají zpeřenou.
Listy za příznivých klimatických podmínek jsou celoročně zelené a neopadávají. Při chladnějším počasí, když teploty poklesnou pod +10 °C, se stává rostlinou opadavou a tehdy se její listy různě vybarvují. Při rašení jsou červenohnědé, bronzové až korálově růžové, v létě sytě zelené a koncem podzimu před opadem purpurové až zářivě růžové. Při větším poklesu teploty někdy usychají i její stonky, které jsou na jaře nahrazené novými.
Květy jsou bílé, voňavé, stopkaté, velké průměrně 6 mm a vyrůstají až více než po stech ve 20 až 30 cm dlouhých květenstvích, vrcholových nebo úžlabních latách s purpurovými osami. Květ má šest bílých okvětních lístků, velkých 4×2 mm, jež jsou podlouhlého tvaru a na konci tupě ukončené. Šest žlutých tyčinek, asi 3 mm dlouhých, nese žluté prašníky otvírající se podélnými štěrbinami. Elipsoidní semeník je jednodílný, obsahuje jedno až tři vajíčka a má krátkou čnělku s kuželovitou bliznou. Květy neobsahující nektar začínají kvést obvykle na konci jara a počátkem léta.
Plody jsou 4 až 8 mm velké, kulovité, červené nebo nafialovělé bobule vyrůstající v plodenstvích. Bobule obvykle obsahují po dvou či třech drobných, nahnědlých, sféricky zploštělých semenech. Pokud nejsou plody ptáky sezobány, vydrží na keři dlouho do zimy. Všechny části keře, včetně plodů jsou slabě jedovaté, obsahují malé množství kyseliny kyanovodíkové.

## Rozmnožování
Rostlina začíná plodit ve věku nejméně 18 měsíců a dožívá se více než 10 let. Ročně vytvoří tisíce semen, která dozrávají až v průběhu zimy, následně mají asi roční dormanci, vyklíčí až po studené stratifikaci. Semena jsou pravidelně roznášena ptáky nebo drobnými hlodavci konzumujícími plody, kterým bez ztráty klíčivosti prošla útrobami. Mohou být také na velkou vzdálenost odplavena vodou.
Uměle bývá dřevina nejčastěji rozmnožována dřevitými řízky s patkou na podzim nebo měkkými řízky v létě, koření však velmi pomalu. Kořen nevytváří oddenky, a proto se rostlina nerozšiřuje odnožemi.

## Použití
Nandina domácí se nejčastěji vysazuje jako rostlina neobvyklého vzhledu s mnoha drobnými květy a sytě červenými plody. Používá se i jako součást ohraničujících živých plotů nebo do skupinek před vysoké stromy, občas se sází i jako solitéra. Ve své domovině se někdy užívá v léčitelství, odvar z kořenů je vhodný proti kašli, horečce, bolestem revmatismu, žaludečním potížím a snižuje bolesti svalů. Odvar z listů je naopak toxický.